# Andrea di Capua
Andrea di Capua (Capua, seconda metà XV secolo – Civita Castellana, dicembre 1511) è stato un nobile e condottiero italiano, 1º duca di Termoli, conte di Campobasso e Montagano, signore di Campodipietra, Campomarino, Guglionesi, Fragneto Monforte, Manfredonia, Marcianise, Monacilioni e Montorio nei Frentani, viceré degli Abruzzi e gonfaloniere della Chiesa.

## Biografia
Appartenente alla famiglia nobile dei Di Capua, Andrea era il figlio di Francesco di Capua, 7º conte d'Altavilla, ed Elisabetta Conti, e fratello – tra gli altri – del condottiero Giovanni. Nacque a Capua nella seconda metà del XV secolo e, una volta raggiunta la maggiore età, venne avviato alla carriera militare agli ordini di Consalvo di Córdoba. La prima vera occasione per mettersi in mostra gli giunse nel 1495, quando prese parte alla battaglia di Seminara del 28 giugno, venendo tuttavia sconfitto. Lo scontro costituì un vero punto dolente per Andrea in quanto vide la morte sul campo di battaglia del fratello Giovanni nell'atto di salvare la vita del re del Regno di Napoli Ferrandino d'Aragona, che era stato disarcionato nel pieno della mischia. Per meglio superare il triste momento, Andrea si stabilì per alcuni mesi a Messina. Fece rientro nei confini del Regno nel mese di novembre e l'anno seguente il re per ricompensare il gesto eroico del fratello lo investì del ducato di Termoli e gli concesse alcuni feudi situati in Molise che erano appartenuti ad Angelo di Monforte-Gambatesa, figlio di Cola. Continuò a militare nell'esercito del Córdoba anche durante il regno di Federico d'Aragona e il 13 febbraio 1503 presenziò alla disfida di Barletta. Si segnalò poi nelle battaglie di Cerignola e del Garigliano rispettivamente del 28 aprile e 29 dicembre 1503. Nel 1505 fu viceré degli Abruzzi. L'anno successivo accolse a Napoli il nuovo sovrano Ferdinando II d'Aragona detto "il Cattolico", ma l'incontro non fu felice perché insieme con Prospero Colonna venne alle mani con Roberto Sanseverino e Troiano Caracciolo. I seguenti periodi trascorsero tranquilli per Andrea, ma due anni dopo, nel 1509, venne inviato in Veneto per aiutare l'imperatore Massimiliano I d'Asburgo nella guerra contro la Repubblica di Venezia. L'anno successivo, dopo essere passato per un breve periodo a Roma e Pescara per cercare rinforzi, tornò ad aiutare l'imperatore negli scontri di Ferrara, Verona, Cesena e Padova, mantenendo tuttavia una condotta ambigua. Gli scontri si protrassero, non senza difficoltà, fino alla fine dell'anno. Nel 1511 fece ritorno in Italia meridionale e venne ricevuto a Roma da papa Giulio II per essere creato gonfaloniere della Chiesa. Tuttavia non poté rispettare con continuità gli impegni previsti dal nuovo incarico poiché nel mese di agosto contrasse la terzana: la malattia lo affliggerà senza tregua fino al mese di dicembre, quando la morte lo raggiunse mentre si trovava a Civita Castellana. La moglie Maria d'Ayerbo d'Aragona lo farà seppellire a Napoli nella chiesa degli Incurabili e nel 1531 farà incidere sulla sua lapide il seguente epitaffio in latino:

## Ascendenza
|                    |                      |                            | Genitori             |  |  | Nonni |  |  | Bisnonni        |  |  | Trisnonni      |  |
|                    |                      |                            |                      |  |  |       |  |  | Andrea di Capua |  |  | Luigi di Capua |  |
|                    |                      |                            |                      |  |  |       |  |  | Andrea di Capua |  |  | Luigi di Capua |  |
|                    |                      | ?                          |                      |  |  |       |  |  | Andrea di Capua |  |  |                |  |
| Luigi di Capua     |                      |                            |                      |  |  |       |  |  | Andrea di Capua |  |  |                |  |
|                    |                      | Costanza Chiaramonte       | Manfredi Chiaramonte |  |  |       |  |  |                 |  |  |                |  |
|                    |                      | Costanza Chiaramonte       | Manfredi Chiaramonte |  |  |       |  |  |                 |  |  |                |  |
|                    |                      | Costanza Chiaramonte       | Eufemia Ventimiglia  |  |  |       |  |  |                 |  |  |                |  |
| Francesco di Capua |                      | Costanza Chiaramonte       |                      |  |  |       |  |  |                 |  |  |                |  |
|                    |                      | Francesco Pandone          | Carlo Pandone        |  |  |       |  |  |                 |  |  |                |  |
|                    |                      | Francesco Pandone          | Carlo Pandone        |  |  |       |  |  |                 |  |  |                |  |
|                    |                      | Francesco Pandone          | Maria Capuano        |  |  |       |  |  |                 |  |  |                |  |
| Altobella Pandone  |                      | Francesco Pandone          |                      |  |  |       |  |  |                 |  |  |                |  |
|                    |                      | ? Carafa                   | ?                    |  |  |       |  |  |                 |  |  |                |  |
|                    |                      | ? Carafa                   | ?                    |  |  |       |  |  |                 |  |  |                |  |
|                    |                      | ? Carafa                   | ?                    |  |  |       |  |  |                 |  |  |                |  |
| Andrea di Capua    |                      | ? Carafa                   |                      |  |  |       |  |  |                 |  |  |                |  |
|                    | Jacopo/Giacomo Conti | Grato Conti                |                      |  |  |       |  |  |                 |  |  |                |  |
|                    | Jacopo/Giacomo Conti | Grato Conti                |                      |  |  |       |  |  |                 |  |  |                |  |
|                    | Jacopo/Giacomo Conti | ?                          |                      |  |  |       |  |  |                 |  |  |                |  |
| Antonio Conti      | Jacopo/Giacomo Conti |                            |                      |  |  |       |  |  |                 |  |  |                |  |
|                    |                      | Isabella/Elisabetta Carafa | ?                    |  |  |       |  |  |                 |  |  |                |  |
|                    |                      | Isabella/Elisabetta Carafa | ?                    |  |  |       |  |  |                 |  |  |                |  |
|                    |                      | Isabella/Elisabetta Carafa | ?                    |  |  |       |  |  |                 |  |  |                |  |
| Elisabetta Conti   |                      | Isabella/Elisabetta Carafa |                      |  |  |       |  |  |                 |  |  |                |  |
|                    |                      | ?                          | ?                    |  |  |       |  |  |                 |  |  |                |  |
|                    |                      | ?                          | ?                    |  |  |       |  |  |                 |  |  |                |  |
|                    |                      | ?                          | ?                    |  |  |       |  |  |                 |  |  |                |  |
| Caterina Orsini    |                      | ?                          |                      |  |  |       |  |  |                 |  |  |                |  |
|                    |                      | ?                          | ?                    |  |  |       |  |  |                 |  |  |                |  |
|                    |                      | ?                          | ?                    |  |  |       |  |  |                 |  |  |                |  |
|                    |                      | ?                          | ?                    |  |  |       |  |  |                 |  |  |                |  |
|                    |                      | ?                          |                      |  |  |       |  |  |                 |  |  |                |  |

## Discendenza
Andrea di Capua e Maria d'Ayerbo d'Aragona ebbero un unico figlio, Ferrante, che fu principe di Molfetta e 2º duca di Termoli e si sposò con Antonicca del Balzo.